# Nagroda Architektoniczna im. Małgorzaty Baczko i Piotra Zakrzewskiego
Nagroda Architektoniczna im. Małgorzaty Baczko i Piotra Zakrzewskiego – polska nagroda architektoniczna przyznawana w konkursie dla młodych architektów i inżynierów budowlanych na projekt z dziedziny budownictwa społeczno-publicznego. Organizatorem konkursu jest Fundacja dla Polski.
Nagroda jest upamiętnieniem zmarłych tragicznie w 1996 polskich architektów pracujących we Francji, absolwentów paryskiego wydziału architektury - Małgorzaty Baczko i Piotra Zakrzewskiego.
Nagroda oraz Fundusz im. Małgorzaty Baczko i Piotra Zakrzewskiego zostały ustanowione w 1998 z inicjatywy rodzin Baczków i Zakrzewskich oraz przyjaciół i współpracowników patronów.

## Laureaci nagrody
- 1999 - Agnieszka i Michał Czachowscy za Integracyjny ośrodek dla dzieci i młodzieży - Dom Wszystkich Dzieci
- 2000 - Marta Grządziel za Modernizację i rozbudowę Podstawowej Szkoły Muzycznej im. T. Szeligowskiego w Szczecinie
- 2001 - Robert Jaworski za Osiedle socjalne w Mińsku Mazowieckim
- 2002 - Jakub Wroniszewski za Dom stałego pobytu dla osób autystycznych oraz z innymi niepełnosprawnościami intelektualnymi w Wilczej Górze
- 2003 - Michał Grzymała-Kazłowski za Modernizację i rozbudowę Szpitala Świętej Zofii przy ulicy Żelaznej w Warszawie
- 2004 - Bartosz Lewandowski za U dziadków - zespół mieszkań dla osób starszych w kwartale Hoża-Poznańska-Wilcza-Emilii Plater w Warszawie
- 2005 - Rafał Jedliński za Ośrodek dla bezdomnych Caritas, Piotr Konieczny za Warsztat integracji miasta
- 2006 - Marcin Szymański za Miejski Dom Kultury - Grodzisk Mazowiecki
- 2007 - Jan Strumiłło za Dobra/Drewniana - Schronisko młodzieżowe na Powiślu w Warszawie
- 2008 - Magdalena Sakowicz za projekt Ośrodek Fundacji SureStart.
- 2009 - Michał Podgórczyk za projekt Centrum Kultury Żydowskiej i synagoga we Lwowie[1]
- 2010 - Maciej Kaufman za projekt Ostatni Długi Ogród
- 2011:
  - Jan Elert za projekt Blok Kultury, Gdańsk - Zaspa
  - Nagroda TISE - Michał Rogowski za projekt RE_kreacja ulicy. Odnowa środowiska zbudowanego ulicy Dąbrowskiego w Rudzie Śląskiej - Wirek
- 2014:
  - Mateusz Polaszek i Łukasz Polaszek za projekt Akademia Sztukmistrzów w Lublinie. Bursa Akademii Sztukmistrzów
  - Nagroda TISE - Aleksandra Natonek za projekt Rewitalizacja Osiedla Podwawelskiego w Krakowie[2]
- 2015:
  - Paweł Bussold za projekt Cegielnia Harsz – Centrum Rzemiosła
  - Nagroda TISE - Paweł Wilgos za projekt Rewitalizacja śródmieścia miasta Hrubieszów wraz z adaptacją tuneli podziemnych[3]